# Talsperre Pine Flat
Die Talsperre Pine Flat (englisch Pine Flat Dam) ist eine Talsperre mit Wasserkraftwerk im Fresno County, Bundesstaat Kalifornien, USA. Sie staut den Kings River zu einem Stausee (englisch Pine Flat Lake) auf. Die Stadt Fresno liegt etwa 50 km (30 bis 35 miles) westlich der Talsperre.
Die Talsperre dient in erster Linie dem Hochwasserschutz und der Bewässerung sowie zusätzlich der Stromerzeugung. Die Talsperre ist im Besitz des United States Army Corps of Engineers (USACE) und wird auch von USACE betrieben. Das zugehörige Kraftwerk Jeff L. Taylor Pine Flat Power Plant ist im Besitz des Kings River Conservation District (KRCD) und wird auch von KRCD betrieben.

## Geschichte
In den 1930er Jahren wurden erste Studien zur Errichtung der Talsperre durchgeführt; der Bau wurde dann vom US-Kongress durch den Flood Control Act of 1944 genehmigt. Erste Vorbereitungsarbeiten wurden ab 1947 durchgeführt; mit dem Bau der Talsperre wurde 1949 begonnen. Sie wurde 1954 fertiggestellt und am 22. Mai 1954 offiziell eingeweiht. Die Errichtungskosten werden mit 42,3 Mio. USD angegeben. In den 1970er Jahren wurden erste Studien zur Errichtung des zugehörigen Kraftwerks durchgeführt. Mit dem Bau des Kraftwerks wurde 1980 begonnen; es ging 1984 in Betrieb.

## Absperrbauwerk
Das Absperrbauwerk ist eine Gewichtsstaumauer aus Beton mit einer Höhe von 130,75 m (429 bzw. 440 ft). Die Mauerkrone liegt auf einer Höhe von 295,65 m (970 ft) über dem Meeresspiegel. Die Länge der Mauerkrone beträgt 554,73 m (1820 bzw. 1840 ft). Die Dicke der Staumauer liegt bei 9,75 m (32 ft) an der Krone. Das Volumen des Bauwerks beträgt 1,682 Mio. m³ (2,2 Mio. cubic yards).
Die Staumauer verfügt sowohl über eine Hochwasserentlastung als auch über einen Grundablass. Es können maximal 484 m³/s (17.100 cft/s) abgeleitet werden.

## Stausee
Bei einem Stauziel von 290 m (951,5 ft) erstreckt sich der Stausee über eine Fläche von rund 24,16 km² (5970 acres) und fasst 1,233 Mrd. m³ (1 Mio. acre-feet) Wasser. Der Stausee hat eine Länge von rund 32 km (20 miles).

## Kraftwerk
Das Kraftwerk befindet sich am Fuß der Talsperre auf der rechten Seite; die installierte Leistung beträgt 165 MW. Jede der drei Turbinen leistet maximal 55 MW. Die durchschnittliche Jahreserzeugung wird mit 357 (bzw. 406 oder 420) Mio. kWh angegeben. Die Jahreserzeugung schwankt: sie lag 2006 bei ca. 722,85 Mio. kWh, während 2007 nur 194,81 Mio. kWh erzeugt wurden. Im Jahr 2019 wurden 714,56 Mio. kWh erzeugt, während es 2013 nur 116,64 Mio. kWh waren.
Das Kraftwerk ist nur dann in Betrieb, wenn Wasser für Bewässerungszwecke benötigt wird oder wenn Hochwasser abgelassen werden muss. Der erzeugte Strom wird über eine rund 1,3 km (0,8 miles) lange Leitung abgeführt, die mit einer nahegelegenen 230-kV-Leitung verbunden ist.

## Studien zur Erhöhung der Staumauer
In den 1970er und 1980er Jahren wurden Studien zur Vergrößerung des Stauraums durchgeführt, da die derzeitige Talsperre für den Hochwasserschutz als ungenügend angesehen wird. Eine Erhöhung des Stauziels um bis zu 6 m (20 ft) würde eine Ausweitung des Stauraums um bis zu 153,42 Mio. m³ (124.380 acre-feet) ermöglichen. Dazu müsste die Staumauer um 3,65 m (12 ft) erhöht werden. Die Kosten für eine Erhöhung des Stauziels um 6 m werden auf 44 Mio. USD geschätzt.